# Forza elastica

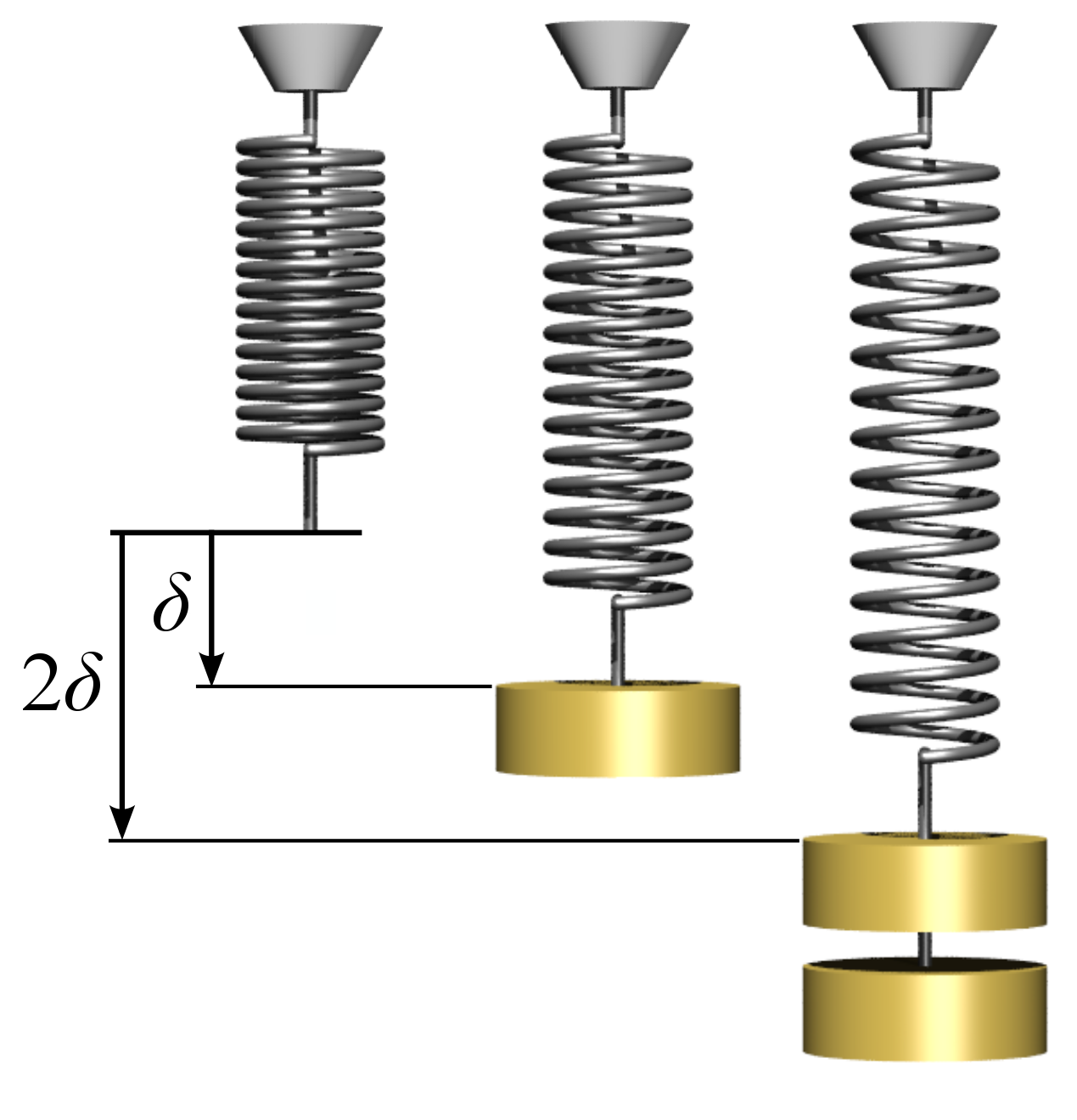
Forza elastica esercitata da una molla: la forza (che qui fa equilibrio alla forza peso) è proporzionale all'allungamento della molla rispetto alla lunghezza a riposo

La forza elastica è una forza che si esercita fra due punti ed è direttamente proporzionale alla loro distanza. In particolare si può pensare alla forza esercitata da una molla ideale rispetto alla posizione di riposo. Il sistema fisico composto da un punto materiale sottoposto unicamente a una forza elastica viene definito un oscillatore armonico e costituisce uno dei più basilari fenomeni della meccanica sia nel caso classico che nel caso quantistico. 

## Descrizione
Se sottoposti a sollecitazioni i corpi elastici si deformano, fino al raggiungimento di un equilibrio in cui la forza elastica esercitata dal corpo deformato è uguale e opposta alla forza che provoca la deformazione. In un corpo elastico ideale, omogeneo e isotropo, la deformazione è direttamente proporzionale alla forza applicata. Una caratteristica dei corpi elastici reali è il limite di elasticità: se il corpo è sottoposto ad una sollecitazione pari o inferiore al limite di elasticità, esso subisce una deformazione elastica ed al termine della sollecitazione ritorna nella condizione iniziale. Se la sollecitazione supera il limite di elasticità avviene una deformazione plastica ed il corpo rimane permanentemente alterato.
Un esempio è l'azione di una molla: una molla ideale esercita una forza proporzionale alla deformazione della molla stessa. La trazione della molla verso una configurazione più allungata fa sì che essa eserciti una forza che riporta la molla verso la propria lunghezza di equilibrio. La quantità di forza può venire determinata moltiplicando la costante della molla per la quantità di trazione.

## Definizione
Supponendo che la deformazione avvenga lungo una direzione arbitraria {\displaystyle {\vec {x}}}, una formula della forza elastica è la legge di Hooke:
{\displaystyle {\vec {F}}=-k{\vec {x}}}
dove {\displaystyle k} è una costante positiva, caratteristica della molla considerata, misurata in Newton al metro (N/m), e {\textstyle {\vec {x}}} individua la posizione del corpo soggetto alla forza rispetto all'origine del sistema di riferimento adottato. Il segno meno sta ad indicare che la forza è sempre diretta verso il centro, ossia è sempre una forza di richiamo.

## Forza elastica e potenziale
La forza elastica è conservativa. Questo significa che è possibile definire un potenziale scalare (Energia potenziale) tale che la forza ne sia il gradiente:
{\displaystyle {\vec {F}}({\vec {x}})=-\nabla V({\vec {x}})}
o in una dimensione:
{\displaystyle F(x)=-{\frac {d}{dx}}V(x)}
L'energia potenziale in questione è quindi una parabola dipendente dal parametro {\displaystyle k} e con convessità verso l'alto:
{\displaystyle V(x)={\frac {1}{2}}kx^{2}}
La forza elastica quindi è sempre attrattiva e, in assenza di altre forze, è in grado di creare stati legati qualunque sia l'energia del moto. Infatti l'energia cinetica è destinata ad esaurirsi al raggiungimento del punto di inversione dove tutta l'energia meccanica è spesa nell'energia potenziale. Il moto quindi si inverte fino a raggiungere il punto di inversione opposto dando luogo all'oscillazione.

## Simmetria
La forma particolare della forza elastica (o più precisamente del potenziale elastico) dà luogo ad una simmetria tra le posizioni {\displaystyle q} e gli impulsi {\displaystyle p} dell'oscillatore. Con un opportuno riscalamento in variabili naturali infatti l'energia meccanica si scrive:
{\displaystyle E=q^{2}+p^{2}}
in cui è evidente la simmetria nello scambio delle {\displaystyle q} con le {\displaystyle p}.
La traiettoria nello spazio delle fasi è quindi una circonferenza centrata nell'origine, o un'ellisse nelle variabili originarie.
Questa simmetria dà anche luogo alla ripartizione paritaria dell'energia tra la parte cinetica media e quella potenziale:
{\displaystyle \left\langle E_{cin}\right\rangle =\left\langle E_{pot}\right\rangle ={\frac {1}{2}}\left\langle E_{tot}\right\rangle ={\frac {1}{2}}E}